# Lasioglossum flavipes
Lasioglossum flavipes är en biart som först beskrevs av Jesus Santiago Moure 1950.  Lasioglossum flavipes ingår i släktet smalbin, och familjen vägbin. Inga underarter finns listade i Catalogue of Life.